# Рехн, Урс
Урс Рехн (нем. Urs Rechn; род. 18 января 1978 года, Галле, Саксония-Анхальт, ГДР) — немецкий актёр театра и кино.

## Биография
Урс Рехн - сын немецкого художника. Был вторым из троих детей в семье. После падения Берлинской стены Урса и его семья переехали в Котбус. Окончив гимназию в этом городе, Урс в 1987 году поступил в Лейпцигскую высшую школу музыки и театра, которую окончил в 2004 году. Там он изучал игру на виолончели, валторне и пение. Начал принимать участие в театральных спектаклях. Кумиры Урса - поэты и театральные деятели Сэмюэл Беккет и Бертольт Брехт. 
С 1997 года для Урса началась карьера в кино. С 2008-2013 года работал в муниципальном театре в Хемнице. Здесь Урс играл в пьесах Трамвай «Желание», «Трёхгрошовая опера». Урс Рехн присутствовал на Каннском кинофестивале в 2015 году, как актёр фильма «Сын Саула» (реж. Ласло Немеш). Актёр женат.

## Фильмография
| Год       | Название                         | Персонаж                 |
| --------- | -------------------------------- | ------------------------ |
| 1970-     | Место преступления (сериал)      | дежурный бассейна (2005) |
| 1971-     | Телефон полиции — 110 (сериал)   | Ральф Геллерт (2015)     |
| 1998-1999 | Die Strandclique (сериал)        | (1999)                   |
| 1994-2006 | Женщина-комиссар (сериал)        | Фред Эйзенманн (2003)    |
| 1995-2012 | Наш Чарли (сериал)               | Тассило (2002)           |
| 2001-2005 | Любовь на снегу (сериал)         | Бен Келлер               |
| 2001-2005 | Следователь (сериал)             | Оле                      |
| 2001-     | Криминальный кроссворд (сериал)  | Фрэнк Мольтке            |
| 2001      | Нравится им это или нет          |                          |
| 2004      | Жажда жизни                      | народная милиция         |
| 2006      | Встаньте прямо (короткометражка) | Фред, коллега Джо        |
| 2006      | Дикая жизнь                      | боксёр                   |
| 2007-2008 | Спецназ (сериал)                 | Себастьян Гартманн       |
| 2013      | Беги, мальчик, беги              | шарфюрер                 |
| 2014      | Мы были королями                 | Йенне                    |
| 2015-     | Лагерь Х                         | фельдмаршал Брандт       |
| 2015      | Сын Саула                        | Бидерманн — оберкапо     |
| 2018      | Закат                            | Исмаил                   |